# Onderwerp (taalkunde)
Het onderwerp (ook subject genoemd) is in de redekundige ontleding het zinsdeel dat in aantonende en vragende zinnen bepaalt hoe de persoonsvorm (het 'finiete werkwoord' of verbum finitum) eruitziet. Het onderwerp vervult daarmee in feite een leidende rol in het grotere verband van de zin. Het wordt beschouwd als een noodzakelijk onderdeel van elke volledige zin, ook al is het niet altijd expliciet.

## Algemene kenmerken
Volgens de traditie die al teruggaat op Aristoteles, is het subject een van de twee belangrijkste zinsdelen van een zin, naast het predicaat of gezegde, waarvan de functie is dat het over het onderwerp iets meedeelt. Iedere volledige zin bevat zowel een onderwerp als een gezegde. Voor veel Indo-Europese talen geldt daarbij:
- Onderwerp en gezegde samen (als geheel ook wel de zinskern genoemd) vormen de grammaticale basis van elke mededelende of vragende zin.
- Het gezegde omvat ten minste (onder meer) de met elkaar samenhangende werkwoordsvormen in een zin. Het bevat minimaal een vervoegde werkwoordsvorm, die de persoonsvorm is.
- De persoonsvorm is dus het minimaal noodzakelijke onderdeel van het gezegde. Een hoofdzin en een (niet-beknopte) bijzin bevatten altijd een persoonsvorm.
- Dit betekent niet dat onderwerp en persoonsvorm samen ook altijd kunnen volstaan om een (minimale) zin te vormen. Daarvoor zijn doorgaans aanvullingen in het gezegde nodig. Deze aanvullingen horen dan eveneens tot de zinskern.
- In veel gevallen zijn deze aanvullingen van werkwoordelijke aard. Dan is de persoonsvorm niet het hoofdwerkwoord.
- Onderwerp en persoonsvorm zijn wederzijds afhankelijk van elkaar, hetgeen tot uitdrukking komt wordt in de vorm van de persoonsvorm. Deze werkwoordsvorm richt zich naar het onderwerp, waarmee het in zijn verbuiging overeenstemt door zijn markering voor persoon en getal.

Voor de meeste West-Germaanse talen (zoals het Nederlands) geldt daarnaast dat het onderwerp in de regel altijd expliciet is, ook als het een persoonlijk voornaamwoord is; ik, jij, wij enz. kunnen niet weggelaten worden uit een zin in de meeste West-Germaanse talen. In veel andere talen, waaronder de meeste Romaanse talen, kunnen de persoonlijke voornaamwoorden weggelaten worden; dus in het Spaans kunnen yo, tú, él en nosotros weggelaten worden, behalve als er nadruk op ligt. Dit geeft geen verwarring doordat de persoonsvorm verbogen wordt. Frans is een van de weinige Romaanse talen waar het niet kan; in het Frans kunnen je, tu, nous en andere persoonlijke voornaamwoorden niet weggelaten worden. Om nadruk te leggen op een persoonlijk voornaamwoord, wordt in het Frans vaak een verdubbeling gebruikt: moi je, toi tu enz.

## Grammaticale functie en semantische rol
Het onderwerp vervult een centrale rol in de betekenisinhoud van aantonende en vragende zinnen. Het is die- of datgene waar de zin over gaat, over wie of wat in zo'n zin iets gezegd of gevraagd wordt. Het onderwerp is dat object of die persoon waarvan in de zin eigenschappen, omstandigheden of verrichtingen worden beschreven of bevraagd. 

Het onderwerp is aldus het vertrekpunt van de mededeling of vraag die de inhoud van de zin vormt. Daarom heeft het in syntactisch opzicht de meest nauwe band met de persoonsvorm, waarmee het samen tot de grammaticale zinskern behoort. Anderzijds is ook die persoonsvorm een leidend element in de zin. In semantisch opzicht kan men de zin als een netwerk voorstellen, waarin het hoofdwerkwoord (dat ook de persoonsvorm kan zijn) het knooppunt vormt. Het onderwerp is dan het eerste argument.
- In een bedrijvende zin is het onderwerp veelal de handelende persoon, de agens. Vaak echter is er niet zozeer, of helemaal geen sprake van een 'handeling', bijvoorbeeld Jan is soldaat. Moeder slaapt. Grootvader is dood. Zulke zinnen worden intransitief genoemd. Dan is niettemin het onderwerp datgene waarnaar de persoonsvorm zich richt. Het onderwerp is immers die- of datgene waarover iets gezegd of gevraagd wordt. In al deze gevallen kunnen we van een logisch onderwerp spreken.
- In een lijdende zin verwijst het onderwerp naar iets of iemand dat/die een handeling ondergaat. In een dergelijke zin geeft niet het grammaticale onderwerp aan wie of wat de handeling verricht, maar de 'bepaling van de handelende persoon' (ook wel het handelend voorwerp genoemd). Het grammaticale onderwerp is hier dus niet ook het logische onderwerp, maar formeel is het wel die- of datgene waarover iets gezegd of gevraagd wordt. Ook hier is het onderwerp dus het vertrekpunt van de zin. Door middel van de syntactische regel van passivisering kan in gevallen als deze het ene syntactische argument worden vervangen door het andere. De semantische argumenten blijven hierbij echter dezelfde. Deze verschillende manieren om zinnen op te bouwen vertonen inhoudelijk een duidelijke correspondentie, maar ze verschillen met betrekking tot het gezichtspunt van waaruit de handeling wordt voorgesteld.[3]

## Voorbeelden

### Nederlands
Enkele voorbeelden van het grammaticale onderwerp in Nederlandse zinnen:
- Piet gaat naar huis. (bedrijvende zin)
- Piet en Jan gaan naar huis. (bedrijvende zin)
- Piet wordt door de jongens geslagen. (lijdende zin)
- Piet en Jan worden door de jongens geslagen. (lijdende zin)

Gaat verandert in gaan als Piet door Piet en Jan vervangen wordt. Piet en Piet en Jan zijn dus de respectieve onderwerpen van de eerste twee zinnen. Een soortgelijke vormverandering treedt ook op bij de persoonsvorm in laatste twee zinnen. Het zinsdeel door de jongens in de derde en vierde zin fungeert als bepaling van de handelende persoon.
Nota bene:

Het onderwerp van een zin kan zelf een zinsdeel met een eigen persoonsvorm (finiet werkwoord) zijn:
- Wat hij zegt is niet waar.
- De dingen die hij zegt zijn niet waar.

## Vorm
In flecterende talen, dat wil zeggen talen met veel naamvallen, staat het onderwerp gewoonlijk in de eerste naamval of nominativus. Voorbeelden van flecterende Indo-Europese talen zijn het Duits, Oudgrieks, Latijn en de meeste Baltische en Slavische talen. Zulke naamvalrijke talen worden synthetisch genoemd. Veel Indo-Europese talen (waaronder het Nederlands) zijn in de loop van hun geschiedenis minder flecterend geworden. Het onderwerp vertoonde zo op den duur geen eigen naamvalsvorm meer en onderscheidt zich daardoor tegenwoordig qua vorm vaak niet meer van zinsdelen met een andere grammaticale functie, zoals het lijdend en het meewerkend voorwerp. Een dergelijk ingrijpend en langdurig proces van taalverandering wordt in de taalkunde ook wel drift genoemd.
 Bij de persoonlijke voornaamwoorden bestaat het naamvalsonderscheid in de meeste Indo-Europese talen nog wel; het persoonlijk voornaamwoord toont zich hierin dus behoudender dan de naamwoorden.
Ook het Nieuwnederlands was in hoge mate een analytische taal geworden. De meeste niet-onderwerpsvormen van de zelfstandige en bijvoeglijke naamwoorden waren daardoor niet meer (zoals in het Middelnederlands) dankzij hun uitgangen te onderscheiden van de nominatief, de naamval die voorheen het onderwerp kenmerkte. Alleen bij de persoonlijke voornaamwoorden wordt er ook in het moderne Nederlands nog een onderwerpsvorm van een voorwerpsvorm onderscheiden: ik-mij, jij-jou etc.

### Deflexie en het verplichte expliciete onderwerp
In het Latijn, Oudgrieks en Sanskriet werd het onderwerp nog meestal weggelaten als het een persoonlijk voornaamwoord was, omdat de betreffende informatie reeds vervat was in de persoonsvorm (zoals in het Latijnse laud-o, waarin de uitgang -o de 1e persoon enkelvoud markeert). Wellicht werd, naarmate er in de Indo-Europese talen steeds meer deflexie optrad, de noodzaak van het expliciet noemen van het onderwerp in de vorm van een persoonlijk voornaamwoord groter, totdat het uiteindelijk in veel talen - zoals het Nederlands, Frans, Engels en Duits - onmisbaar werd. Een ander mogelijk scenario is dat de oorzaak-gevolg-relatie andersom was, dus dat de flexie van de werkwoordsvormen verminderde als gevolg van het feit dat het onderwerp steeds vaker expliciet genoemd werd in de zin wanneer het een persoonlijk voornaamwoord betrof. Hierover bestaat binnen de taalkunde geen consensus.

## Plaats in de zin

### Algemeen
In de talen van de wereld is de algemene tendens het grammaticale object in de zin vooraf te laten gaan door het - expliciete - onderwerp. Bijna alle talen (een enkele uitzondering als het Hixkaryana daargelaten) geven de voorkeur aan deze standaardvolgorde. De meest voorkomende woordvolgorde is daarbij de SVO-volgorde, gevolgd door de SOV-volgorde en de VSO-volgorde.
In het Nederlands staat het onderwerp in mededelende hoofdzinnen in de regel direct voor de persoonsvorm (zie ook SVO-volgorde):

## Bijzondere varianten

### Loos onderwerp
Een loos onderwerp is een onderwerp dat geen betekenis heeft, maar enkel voorkomt voor de vorm.
Het treedt alleen op bij een onpersoonlijk werkwoord. In het Nederlands komt dit neer op het gebruik van het als onderwerp in verband met een natuurgebeuren of een onbekende oorzaak of wanneer men het onderwerp niet wil aangeven.
- Het regent.
- Het spookte in het huis.
- Het lekt in de kelder.

In het volgende voorbeeld is er echter geen loos onderwerp:
- Het is een leuke dag geweest, nietwaar?

Het kan hier gemakkelijk vervangen worden door deze dag of door dit.

### Voorlopig onderwerp
Een voorlopig onderwerp staat in het begin van de zin en verwijst naar het eigenlijk onderwerp aan het eind van de zin of in de bijzin.
- Het is jammer dat ik nog nooit op het strand ben geweest.
- Het zal zomaar gebeuren, dat hij over zijn schoenen valt.

### Herhalend onderwerp
Een herhalend onderwerp, meestal een voornaamwoord, herhaalt het eigenlijk onderwerp.
- Dat ik literatuurwetenschappelijke colleges niet leuk vind, dat is overal bekend.

### Plaatsonderwerp
Er als tweede onderwerp aan het begin van de zin of na inversie midden in de zin direct na de persoonsvorm, dus waar gewoonlijk het echte onderwerp staat. In dit laatste geval is het gebruik van er meestal optioneel:
- Er stond een agent voor het consulaat.
- Gisteravond stond (er) een agent voor het consulaat.

### Psychologisch onderwerp
Het "psychologische onderwerp" van een zin is een zinsdeel dat grammaticaal niet de functie heeft van onderwerp, maar voor het algemene gevoel wel die rol vervult omdat het in semantisch opzicht centraal staat in de zin.
Een voorbeeld hiervan in het Nederlands is het zinnetje Het spijt me waarin het de functie van grammaticaal onderwerp heeft, maar het zinsdeel me voor het algemene gevoel centraal staat en daarmee dus het psychologische onderwerp is.